# Финоккьяро, Донателла
Донателла Финокьяро (итал. Donatella Finocchiaro; 16 ноября 1970, Катания) — итальянская актриса театра, кино и телевидения.

## Биография
Родилась в Катании на Сицилии 16 ноября 1970 года, получила высшее юридическое образование, в возрасте 20 лет стала работать в юридической фирме в Катании, но увлеклась театром и в 1996 году дебютировала в римском Teatro dell’Orologio в спектакле по пьесе Метерлинка «Принцесса Мален», после чего вернулась в Катанию, поступила в театральную школу при местном Teatro Stabile di Catania, а в 1999 году заставила о себе говорить благодаря участию в постановке трагедии Еврипида «Троянки». В 2002 году впервые снялась в кино — в фильме Роберты Торре «Анджела» (Angela), что стало началом её кинематографической карьеры. Донателла дважды получила премию Ассоциации иностранной прессы в Италии Globo d’Oro за лучший актёрский дебют: в 2003 году за роль в фильме «Анджела», а в 2006 — за роль в фильме режиссёра Марко Беллокьо «Устроитель свадеб» (Il regista di matrimoni). В 2011 году снялась в фильме Эмануэле Криалезе «Terraferma», который был удостоен специальной премии жюри 68-го Венецианского кинофестиваля.

## Фильмография

### Кино
- «Анджела» (Angela), режиссёр Роберта Торре[итал.] (2002)
- «Потерянная любовь» (Perdutoamor), режиссёр Франко Баттиато (2003)
- «Призрак Корлеоне» (Il fantasma di Corleone), режиссёр Марко Амента[итал.] (2004)
- «Если честно» (Se devo essere sincera), режиссёр Давиде Феррайо[итал.] (2004)
- «На своей шкуре» (Sulla mia pelle), режиссёр Валерио Джалонго[итал.] (2005)
- «Полюбите меня» (Amatemi), режиссёр Ренато Де Мария[итал.] (2005)
- «Страсть Анджелы» (La passione di Angela), режиссёр Карло Лиццани (Carlo Lizzani) (2006)
- «Тайная поездка» (Viaggio segreto), режиссёр Роберто Андо[итал.] (2006)
- «Сёстры» (Sorelle), режиссёр Марко Беллокьо (2006)
- «Не брать на себя обязательства сегодня вечером» (Non prendere impegni stasera), режиссёр Джанлука Мария Таварелли[итал.] (2006)
- «Устроитель свадеб» (Il regista di matrimoni), режиссёр Марко Беллокьо (2006)
- «Пламя на льду» (La fiamma sul ghiaccio), режиссёр Умберто Марино[итал.] (2006)
- «Обжираловка» (L’abbuffata), режиссёр Миммо Калопрести[итал.] (2007)
- «Сладкое и горькое» (Il dolce e l’amaro), режиссёр Андреа Порпорати[итал.] (2007)
- «Любовь приходит и уходит» (Amore che vieni amore che vai), режиссёр Даниеле Костантини[итал.] (2008)
- «Джентльмены» (Galantuomini), режиссёр Эдоардо Винспеаре[итал.] (2008)
- Baarìa, режиссёр Джузеппе Торнаторе (2009)
- «Пробы для сицилийской трагедии» (Rehearsal for a Sicilian Tragedy), режиссёр Роман Паска (Roman Paska) (2009)
- «По дороге домой» (Sulla strada di casa), режиссёр Эмилиано Корапи (Emiliano Corapi) (2010)
- «Сестры Маи» (Sorelle Mai), режиссёр Марко Беллокьо (2010)
- «Поцелуи, которых не было» (I baci mai dati), режиссёр Роберта Торре (2010)
- «Любовь: Инструкция по применению-3» (Manuale d’amore 3), режиссёр Джованни Веронези (2011)
- Senza arte né parte, режиссёр Джованни Албанезе (Giovanni Albanese) (2011)
- Terraferma, режиссёр Эмануэле Криалезе (2011)
- «Римские приключения» (To Rome with Love), режиссёр Вуди Аллен (2012)
- Marina, режиссёр Стиин Конинкс[итал.] (2013)
- War Story, режиссёр Марк Джексон (Mark Jackson) (2014)

### Телевидение
- «О, учитель» ('O professore), режиссёр Маурицио Дзаккаро[итал.] — мини-сериал (2008)
- «Альдо Моро — премьер» (Aldo Moro — Il presidente), режиссёр Джанлука Маия Таварелли (Gianluca Maria Tavarelli) — мини-сериал (2008)
- «Женщины-убийцы» (Donne assassine), режиссёр Герберт Симоне Параньяни[итал.] — серия: Veronica (2008)
- «Преступления-2» (Crimini 2): серия «Ничего личного» (Niente di personale), режиссёр Ивано Де Маттео[итал.] — телевизионный фильм (2010)
- «Скверный ребёнок» (Il bambino cattivo), режиссёр Пупи Авати — телевизионный фильм (2013)
- «Лишь бы закончилось хорошо» (Purché finisca bene) — цикл телевизионных фильмов, серия «Одна вилла на двоих» (Una villa per due) (2014)

### Короткометражные фильмы
- «Все права человека для всех» (All human rights for all), режиссёр Джорджо Тревес[итал.] (2008)
- «Лучше заткнись» (Meglio se stai zitta), режиссёр Елена Бурыка[итал.] (2013)

### Режиссёрская работа
- «Туда и обратно» (Andata e Ritorno), документальный фильм (2011)